# Serrat de les Pereres
El Serrat de les Pereres és una serra situada entre els municipis de Fontanals de Cerdanya i de Puigcerdà, a la comarca de la Baixa Cerdanya, amb una elevació màxima de 112 metres.